# 압해동초등학교 가란분교
압해동초등학교 가란분교는 대한민국 전라남도 신안군에 있었던 공립 초등학교이다.

## 연혁
- 1956년 5월 10일 압해동국민학교 가란분교 설립 인가
- 1957년 9월 24일 가란분교장 개교
- 1967년 4월 1일 도서벽지학교 '병'급 지정
- 1986년 1월 1일 도서벽지학교 '나'급 조정
- 1996년 3월 1일 압해동초등학교 가란분교 개칭
- 2001년 1월 1일 도서벽지학교 '라'급 조정
- 2008년 9월 1일 폐교 및 압해동초등학교 통폐합